# Championnat du Luxembourg de football 1980-1981
Navigation
Saison précédente Saison suivante
La saison 1980-1981 du Championnat du Luxembourg de football était la 67e édition du championnat de première division au Luxembourg. Les douze meilleurs clubs du pays se retrouvent au sein d'une poule unique, la Division Nationale, où ils s'affrontent deux fois, à domicile et à l'extérieur. À l'issue du championnat, les deux derniers du classement sont relégués et remplacés par les deux meilleurs clubs de Division d'Honneur, la deuxième division luxembourgeoise.
C'est le club du Progrès Niedercorn qui remporte le championnat cette saison en terminant en tête du classement final, avec un seul point d'avance sur les Red Boys Differdange et 4 points sur le tenant du titre, la Jeunesse d'Esch. C'est le 3e titre de champion du Luxembourg de l'histoire du club. La Jeunesse d'Esch perd son titre de champion mais remporte tout de même un trophée après sa victoire en Coupe du Luxembourg face à un des promus, l'Olympique Eischen.

## Les 12 clubs participants
| - Alliance Dudelange - Promu de Division d'Honneur - Progrès Niedercorn - Etzella Ettelbruck - Olympique Eischen - Promu de Division d'Honneur - Stade Dudelange - Union Luxembourg | - AS La Jeunesse d'Esch - CS Grevenmacher - CA Spora Luxembourg - Avenir Beggen - Red Boys Differdange - Aris Bonnevoie |

## Compétition

### Classement
Le barème utilisé pour établir le classement est le suivant :
- Victoire : 2 points
- Match nul : 1 point
- Défaite : 0 point

| Rang | Équipe                  | Pts | J  | G  | N | P  | Bp | Bc | Diff |
| ---- | ----------------------- | --- | -- | -- | - | -- | -- | -- | ---- |
| 1    | Progrès Niedercorn      | 35  | 22 | 17 | 1 | 4  | 68 | 25 | +43  |
| 2    | Red Boys Differdange    | 34  | 22 | 15 | 4 | 3  | 60 | 24 | +36  |
| 3    | Jeunesse d'Esch (T) (C) | 31  | 22 | 14 | 3 | 5  | 48 | 23 | +25  |
| 4    | Aris Bonnevoie          | 26  | 22 | 10 | 6 | 6  | 35 | 27 | +8   |
| 5    | Avenir Beggen           | 22  | 22 | 9  | 4 | 9  | 29 | 33 | -4   |
| 6    | Union Luxembourg        | 21  | 22 | 9  | 3 | 10 | 41 | 43 | -2   |
| 7    | Olympique Eischen (P)   | 20  | 22 | 8  | 4 | 10 | 27 | 32 | -5   |
| 8    | Alliance Dudelange (P)  | 20  | 22 | 7  | 6 | 9  | 29 | 37 | -8   |
| 9    | CS Grevenmacher         | 16  | 22 | 6  | 4 | 12 | 20 | 48 | -28  |
| 10   | CA Spora Luxembourg     | 15  | 22 | 6  | 3 | 13 | 28 | 41 | -13  |
| 11   | Etzella Ettelbruck      | 14  | 22 | 5  | 4 | 13 | 22 | 41 | -19  |
| 12   | Stade Dudelange         | 10  | 22 | 4  | 2 | 16 | 22 | 55 | -33  |

|  | Qualification pour la Coupe d'Europe des clubs champions 1981-1982                           |
|  | Qualification pour la Coupe des Coupes 1981-1982                                             |
|  | Qualification pour la Coupe UEFA 1981-1982                                                   |
|  | Relégation en Division d'Honneur                                                             |
|  | (T) Tenant du titre (C) Vainqueur de la Coupe du Luxembourg (P) : Promu de deuxième division |

## Bilan de la saison
| Championnat du Luxembourg de football 1980-1981 |                               |
| Champion                                        | Progrès Niedercorn (3e titre) |
| Coupes et trophées                              |                               |
| Vainqueur de la Coupe du Luxembourg 1980-1981   | Jeunesse d'Esch               |
| Qualifications continentales                    |                               |
| Coupe d'Europe des clubs champions 1981-1982    | Progrès Niedercorn            |
| Coupe des Coupes 1981-1982                      | Jeunesse d'Esch               |
| Coupe UEFA 1981-1982                            | Red Boys Differdange          |
| Promotions et relégations                       |                               |
| Promus en Division Nationale                    | Jeunesse Hautcharage          |
| Promus en Division Nationale                    | FC Wiltz 71                   |
| Relégués en Division d'Honneur                  | Etzella Ettelbruck            |
| Relégués en Division d'Honneur                  | Stade Dudelange               |